# 藤井豊
藤井 豊（ふじい ゆたか、1962年〈昭和37年〉12月30日 - ）は、東京都出身の日本の番組セットデザイナー、舞台美術家、画家である。1997年第25回伊藤熹朔賞 新人賞受賞。東放学園専門学校 美術制作科（旧テレビ美術科）非常勤講師。

## 来歴
世田谷区生まれ。東京都立富士高等学校、武蔵野美術大学造形学部基礎デザイン学科卒業。株式会社アックス (会社)に入社。2007年退社、独立。ボイジャーズデザイン株式会社を設立。

## 近年の主なデザイン担当番組など
- 巷のウワサ大検証!それって実際どうなの会（TBS 2024）- 美術デザイナー
- 開演！時代を彩る名曲七番勝負（BS-TBS 2024）- 美術プロデューサー、美術デザイナー
- シナモンと安田顕のゆるドキ☆クッキング（TBS 2023-）- 美術プロデューサー、美術デザイナー
- クイズ！丸をつけるだけ（NHK 2023-2024） - 映像デザイナー
- 年越し/8周年/9周年/10周年 あんスタ配信（2023-） - 配信セットデザイナー
- THE モンスターバトル、KING モンスター（TBS 2022） - 美術デザイナー
- 石川さゆり50周年特番 至高の名曲誕生秘話（BS-TBS 2022） - 美術プロデューサー、美術デザイナー
- 坂本冬美スペシャル～デビュー35年の軌跡（BS-TBS 2021） - 美術プロデューサー、美術デザイナー
- 名曲をあなたに うた恋!音楽会（BS-TBS 2018-） - 美術プロデューサー、美術デザイナー
- 未来へつなぐにっぽんの歌魂（BS-TBS 2019-） - 美術プロデューサー、美術デザイナー
- 由紀さおりの素敵な音楽館（BS-TBS 2016-2018） - 美術プロデューサー、美術デザイナー
- LIVE ON! うた好き☆ショータイム（BS-TBS 2018-2019） - 美術プロデューサー、美術デザイナー
- ミュージックビデオデザイン　サザンオールスターズ「壮年JUMP」他
- 他イベントデザイン、番組デザイン

## 過去の主な担当番組など
- 関口宏の東京フレンドパークⅡ（TBS） - 美術プロデューサー、チーフ美術デザイナー（1994-2007）
- COUNT DOWN TV（TBS） - 美術デザイナー（1995-1996）
- うたばん（TBS） - チーフ美術デザイナー（1996-2007）
- ぴったんこカン・カン（TBS） - チーフ美術デザイナー（2003-2007）
- ウンナン極限ネタバトル! ザ・イロモネア 笑わせたら100万円（TBS） - チーフ美術デザイナー（2005-2007）
- フードバトルクラブ（TBS） - 一連のシリーズの美術デザイナー
- 第44回日本レコード大賞 2002（TBS） - チーフ美術デザイナー
- 第45回日本レコード大賞 2003（TBS） - チーフ美術デザイナー
- 熱血!平成教育学院（CX） - 美術ディレクター（2008-2009）
- ミュージックビデオデザイン　松任谷由実「まちぶせ」「輪舞曲」、CHEMISTRY「almost in love」他

## 舞台美術
- 青山新コンサート2025 ただいま！おかえり！5周年（浦安市文化会館大ホール）
- 三山ひろしリサイタル2024　～熱唱！熱演！うた語り～ LINE CUBE SHIBUYA　(渋谷公会堂)
- 里見浩太朗御園座特別公演 春に唄う 2024
- 三山ひろし特別公演　新歌舞伎座（2019-）
- 三山ひろし特別公演　明治座 （2020-）
- 三山ひろし特別公演　明治座 挑戦！ひとり大忠臣蔵2023
- ソノサキノユキノ　市川由紀乃リサイタル 2022
- ソノサキノハジ真利　市川由紀乃リサイタル 2023
- ただいま！おかえり！おかわり！青山新 コンサート 2023

## 受賞歴
- 第25回伊藤熹朔賞 - 番組「うたばん」のセットデザインにより新人賞　テレビ日本美術家協会　1997
- Promax & BDA Japan 番組「フードバトルクラブ」のセットデザインによりGold Prize　2000